# EN377

## Coina - Zambujal de Cima (Sesimbra)

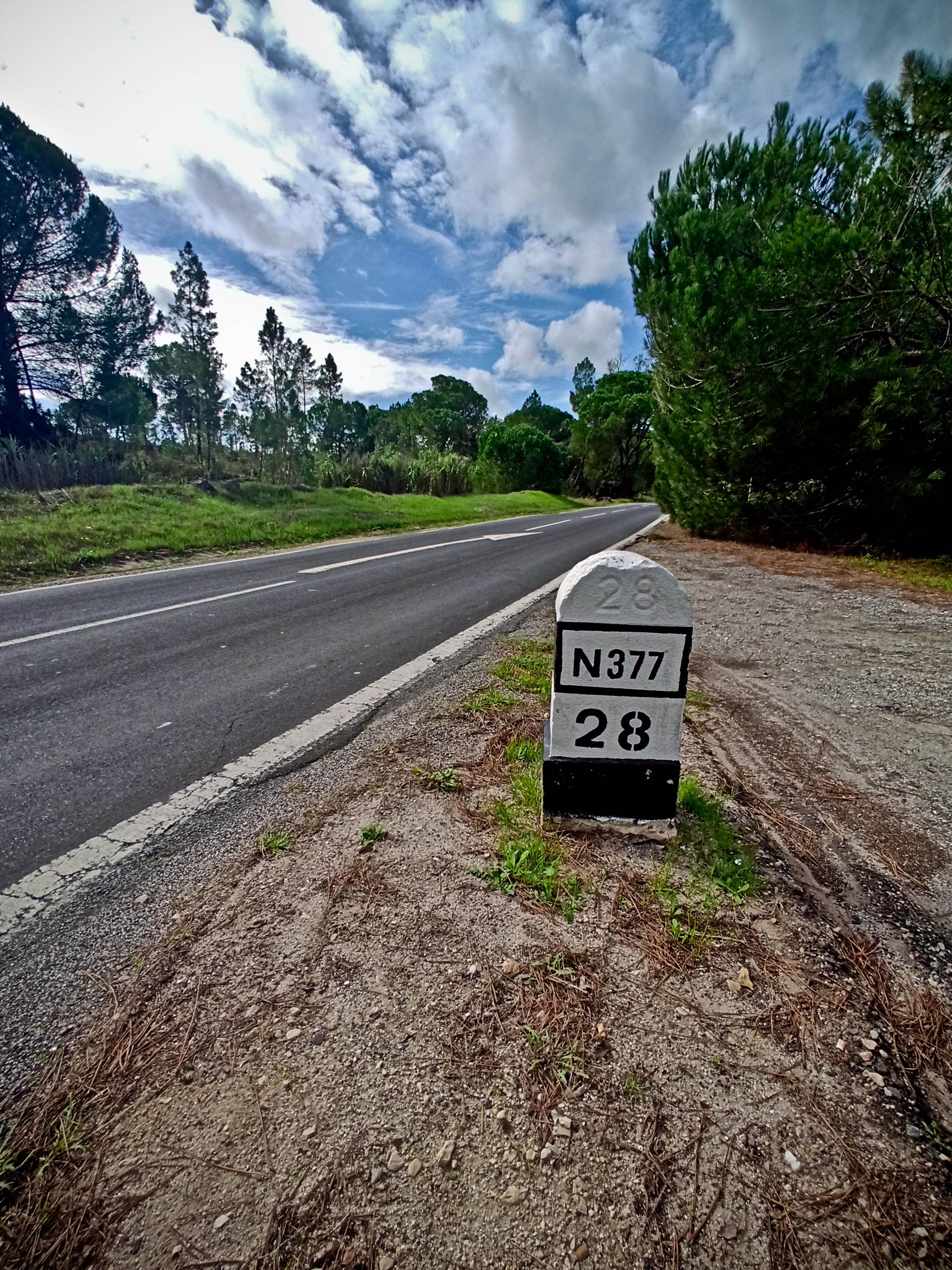
Marco miriamétrico, assinalando o trajeto da Estrada Nacional N377 perto lagoa de Albufeira

A EN 377  é uma Estrada Nacional que integra a rede nacional de estradas do Plano Rodoviário Nacional. 
Liga a localidade de Coina a Zambujal de Cima (Sesimbra). A EN 377 foi criada pelo Plano Rodoviário Nacional de 1945 (PRN 45 - Plano Rodoviário Nacional 1945), classificada em projeto como estrada nacional de 3º classe. O projeto original desta estrada tinha como objetivo promover uma ligação entre a cidade de Almada em Cacilhas com o Castelo de Sesimbra no total de 42km.
Atualmente o troço Cacilhas - Coina está desclassificado, bem como o troço Zambujal de Cima (Sesimbra) - Santana (Sesimbra).

## Caracterização
O lanço atual da EN 377 inicia-se no meio urbano entre zonas comercias e residências de Fernão Ferro e Quinta do Conde, após cruzar a N 378 na rotunda do deposito de munições da nato, percorre a mata da Apostiça até entrar na zona mais sinuosa no início da lagoa da albufeira, após a localidade de  Alfarim, inicia-se uma ganho significativo de altimetria até cruzar no seu final o troço desclassificado da N 379

## Percurso

### Coina - Zambujal de Cima(inclui troços desclassificados)
| Nome da saída/Localidade intermédia | Município | Estrada que liga      | Designação oficial |
| ----------------------------------- | --------- | --------------------- | ------------------ |
| Cacilhas                            | Almada    | Troço desclassificado | --                 |
| Cova da Piedade                     | Almada    | Troço desclassificado | --                 |
| Feijó (Almada)                      | Almada    | Troço desclassificado | --                 |
| Corroios                            | Seixal    | Troço desclassificado | --                 |
| Foros de Amora                      | Seixal    | Troço desclassificado | --                 |
| Fogueteiro                          | Seixal    | Troço desclassificado | --                 |
| Coina                               | Seixal    | N 10                  | EN 377             |
| Fernão Ferro                        | Seixal    | N 378                 | EN 377             |
| Apostiça                            | Sesimbra  |                       | EN 377             |
| Lagoa de Albufeira                  | Sesimbra  |                       | EN 377             |
| Alfarim                             | Sesimbra  |                       | EN 377             |
| Zambujal de Cima (Sesimbra)         | Sesimbra  |                       | EN 377             |
| Santana (Sesimbra)                  | Sesimbra  | Troço desclassificado | --                 |
| Castelo de Sesimbra                 | Sesimbra  | Troço desclassificado | --                 |